# Battlefield 2142
Battlefield 2142 е компютърна игра, екшън от първо лице, разработена от Digital Illusions CE и е четвъртата игра от поредицата Battlefield. Играта излиза на пазара на 17 октомври 2006 г.
Действието се развива през XXII век, по време на нов ледников период, който въвлича двете военни суперсили – Европейския съюз (European Union (EU)) и Азиатската коалиция (Pan Asian Coalition (PAC)) в битка за оцеляване.
Battlefield 2142 е разработена предимно за игра в мрежа. Позволява максимален брой от 64 играча в един сървър, или максимум за 16 играча в режим single player, срещу ботове. Има собствена рангова система за проследяване на статистиката за всеки играч, която е подобна на тази използвана в Battlefield 2. Battlefield 2142 използва „отключваща“ система, позволяваща на играча да избере какво оръжие, или друга придобивка да си отключи всеки път, когато достигне нов ранг. EA Games пуснаха експанжън Northern Strike, който добавя нови карти и оръжия. По-късно още две нови карти бяха добавени чрез ъпдейт 1,50.

## Геймплей
Battlefield 2142 включва два типа игра: Conquest и Titan, като втория може да се играе само в режим multiplayer. И двата типа игра поддържат максималният брой на играчите да бъде 64, като за всеки сървър този максимум може да бъде между 16 – 64 в зависимост от настройките му. В single player режим максималният брой е 16, като 15 от тях са компютърни ботове.

## Класове
В Battlefield 2142 играчът може да избира между четири вида екипировки за своя войник. Всяка екипировка включва специфични оръжия и снаряжения достъпни, само ако играчът реши да играе с нея. Всяка екипировка съдържа едно основно оръжие, едно второстепенно и нож.
Допълнително всеки играч получава достъп до нови оръжия и снаряжения, ако ги отключи, след като е повишил своя ранг в играта. Към всяка екипировка могат да бъдат отключени още две оръжия и много допълнения към тях.
- Assault – Играч с тази екипировка е и медик, това е основната щурмова екипировка, включваща мощни автомати, rocket launcher,

дефибрилатор.
- Recon – Това е снайперист, който също така носи експлозиви и противопехотни мини.
- Engineer – инженерът притежава противотанкови и противовъздушни оръжия. Също така той може да ремонтира танкове и друга бойна техника.
- Support – Това е екипировка снабдена с картечници. Играч с тази екипировка може да зарежда с боеприпаси своите съотборници.

## Режими на игра
- Conquest – В този режим на игра двата тима се бият за контрол над колкото се може повече контролни точки по картата, което им дава надмощие над другия тим. Тук играта има няколко варианта според картата – Head-on, Assault, Assault Lines, and Double Assault Lines, Conquest Assault, No Vehicles.
- Head-on – двата тима стартират с една точка, която не може да бъде превземана, а всички останали, по картата, в началото са неутрални.
- Assault – PAC стартира с една точка (на картата Suez Chanal са две), а всички останали точки принадлежат на EU (изключение е картата Cerbere Landing, където една от точките – Office Ruins е неутрална).
- Assault Lines – EU стартира с една точка, която не може да бъде превзета, а PAC притежава всички останали, като главната база може да бъде превзета, само ако EU са превзетли всички останали преди това. Double Assault Lines – всеки тим има една база, която става достъпна за превземане, ако противника е превзел останалите точки по картата.
- No Vehicles – играе се без бойна техника по картата, само пехота.
- Titan – При игра в този режим целта на двата тима е да унищожат противниковият титан и в същото време да не загубят собствения. Титанът е огромен десантен летящ кораб, който е защитен от масивно силово поле, предпазващо го от вражески огън, и опити за проникване в него. В началото на играта двата тима се сражават за контрол над 5 силоза, които са разпръснати по картата, и изстрелващи специални ракети, способни да отслабят силата на щита на вражеския титан. Веднъж превзет, силоза стреля през две минути. Щом бъде съборен щита на титана, той става уязвим за абордаж. Унищожаването на титана се постига чрез взривяване на неговия реактор. За да се стигне до реактора, преди това трябва да се унищожат четири контролни конзоли. В същото време силозите по картата продължават да стрелят и също нанасят щети на вражеския титан.

## Рангове
Всеки нов войник в играта започва от ранг Редник и има достъп до четирите вида екипировки със стандартните оръжия и минимално снаряжение. В хода на играта този ранг се вдига, в зависимост от спечелените точки от играча. Всеки нов ранг дава възможност за отключване на ново оръжие или снаряжение. Ранговете в играта са подобни на тези във войската, като всеки ранг, с малки изключения, има два варианта – сребърен и златен. Максималният ранг, който играча достига е Бригаден Генерал.